# Dúžava
Dúžava je městská část Rimavské Soboty.

## Kultura a zajímavosti

### Památky
- Evangelický kostel, dřevěná toleranční stavba na půdorysu obdélníku s valbovou střechou z roku 1786. Kostelík má hladkou bílou fasádu, střecha je pokryta šindelovou střechou. Stavba pochází z obce Selce, odkud byl v roce 1807 přenesen do Dúžavy. V interiéru se nachází hodnotný malovaný kazetový strop z roku 1747 a pozdněrenesanční oltář z roku 1681. [1]
- Vesnická zvonice, zděná lidová stavba na půdorysu čtverce zakončena zvonovitou helmicí. Skládá se ze tří úrovní oddělených kordonovými římsami, nejvyšší část je dřevěná. Na hladké fasádě na nachází novější vročení 1909. Nacházejí se zde dva zvony, z let 1886 a 1925. [2]

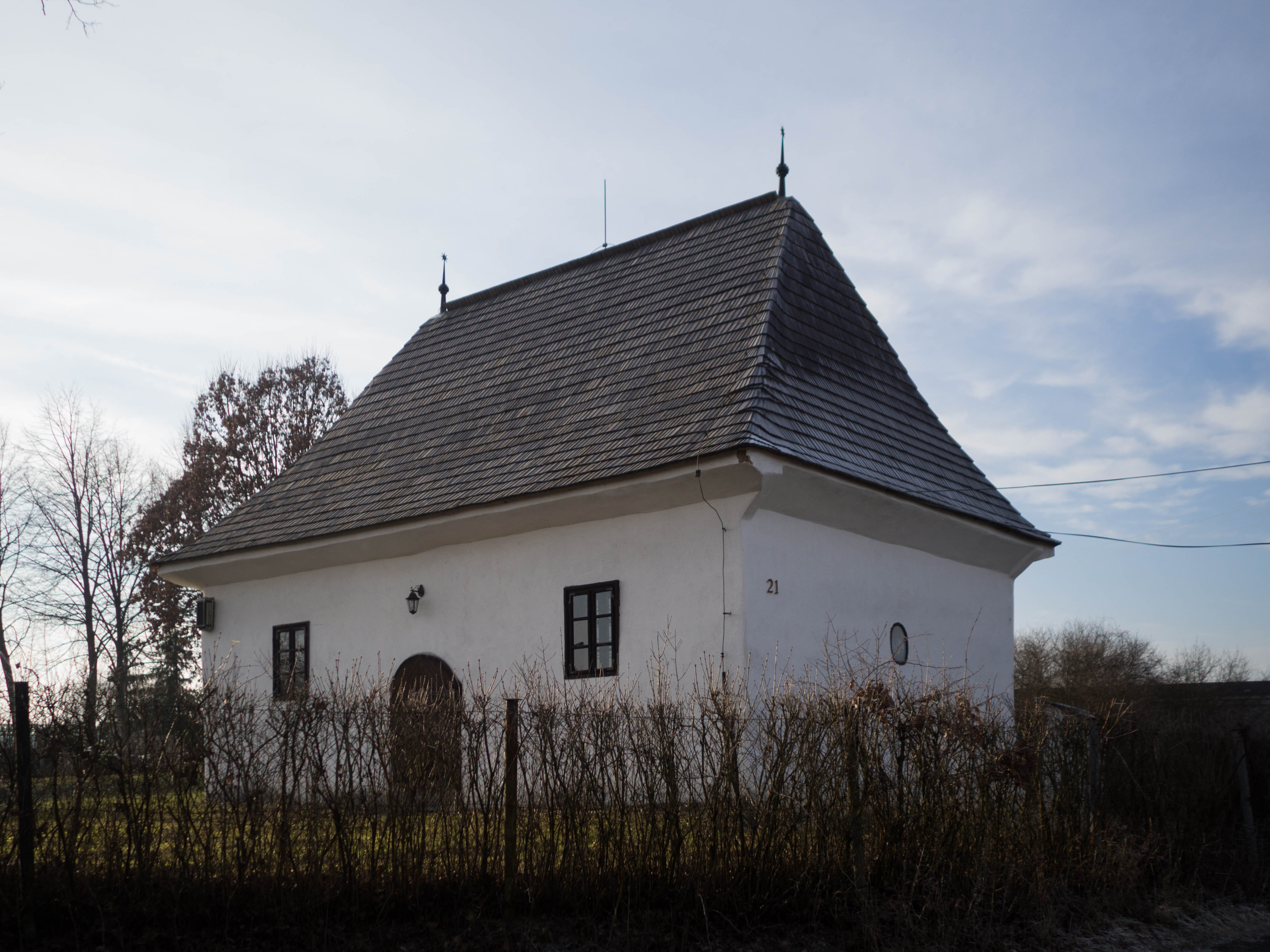
Evanjelický kostol
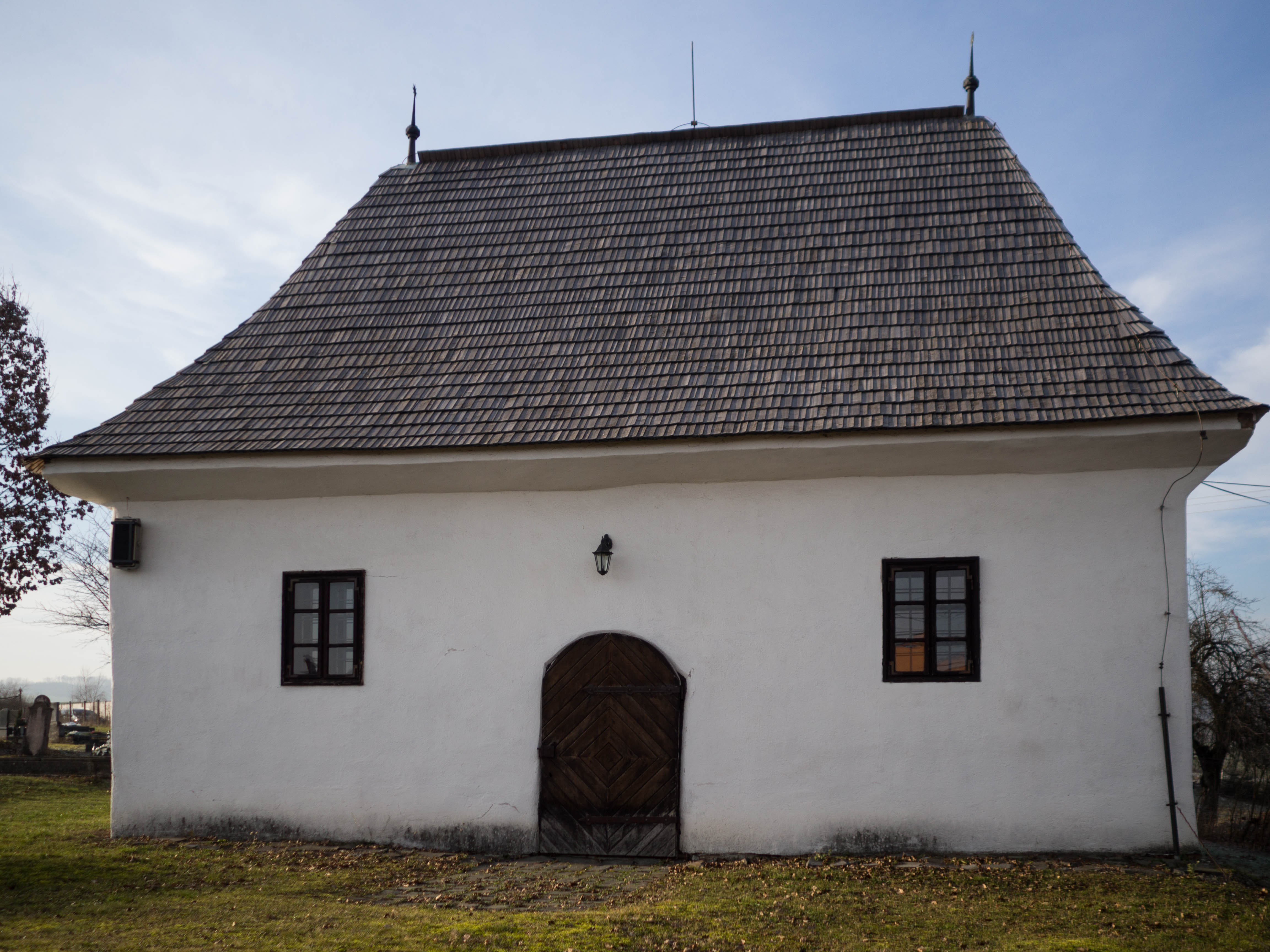
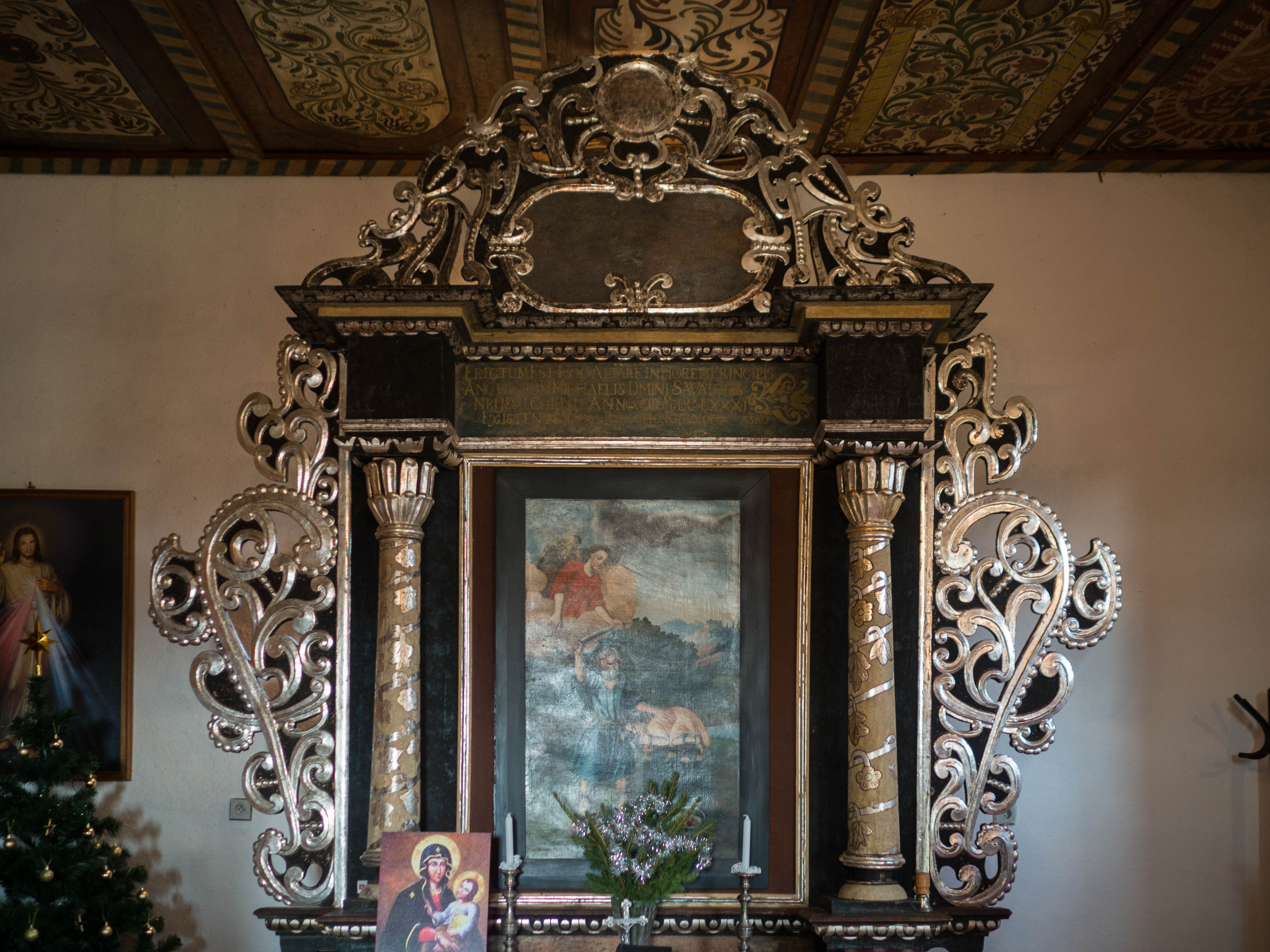
Renesančný oltár
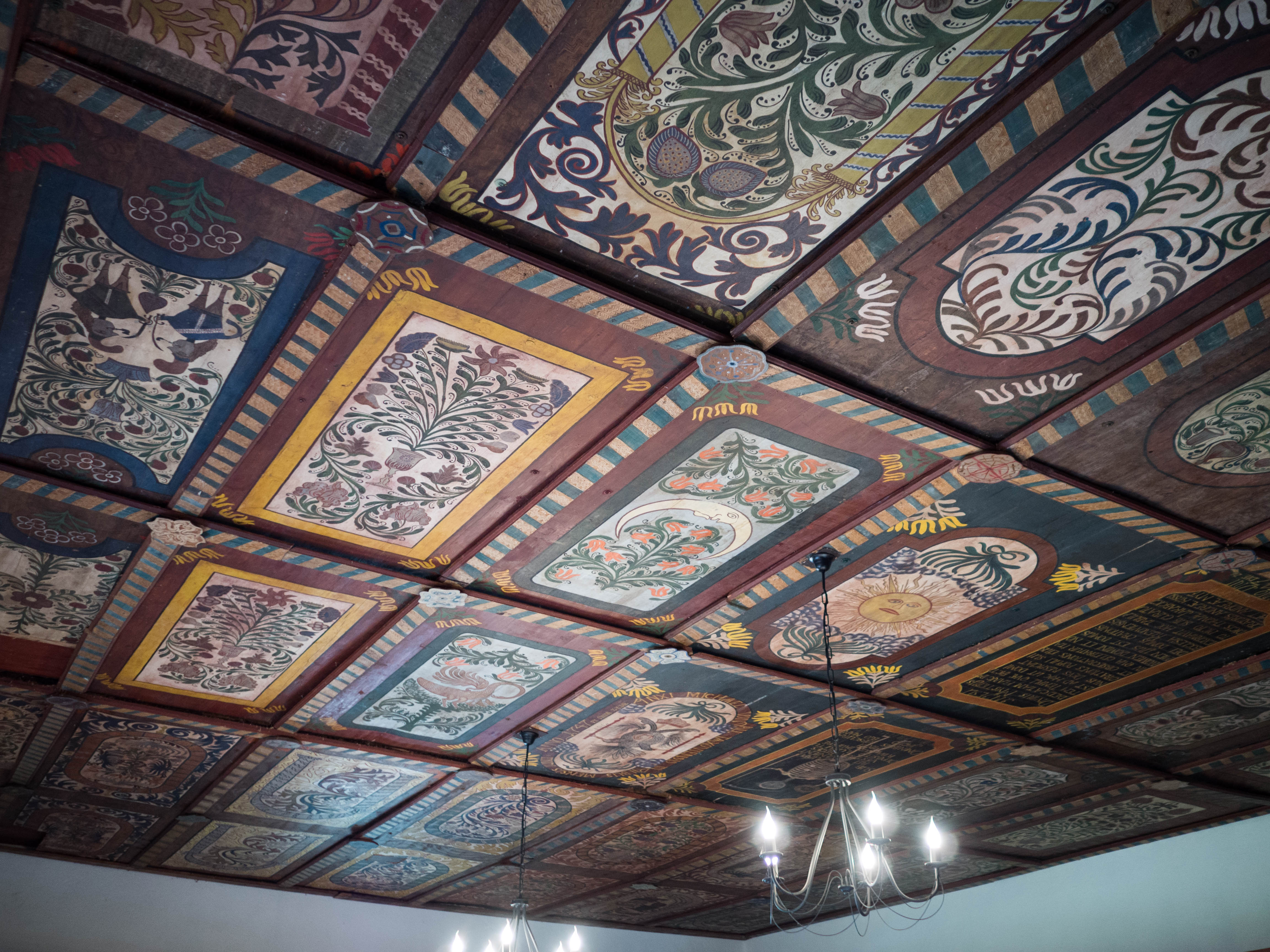
Maľovaný kazetový strop
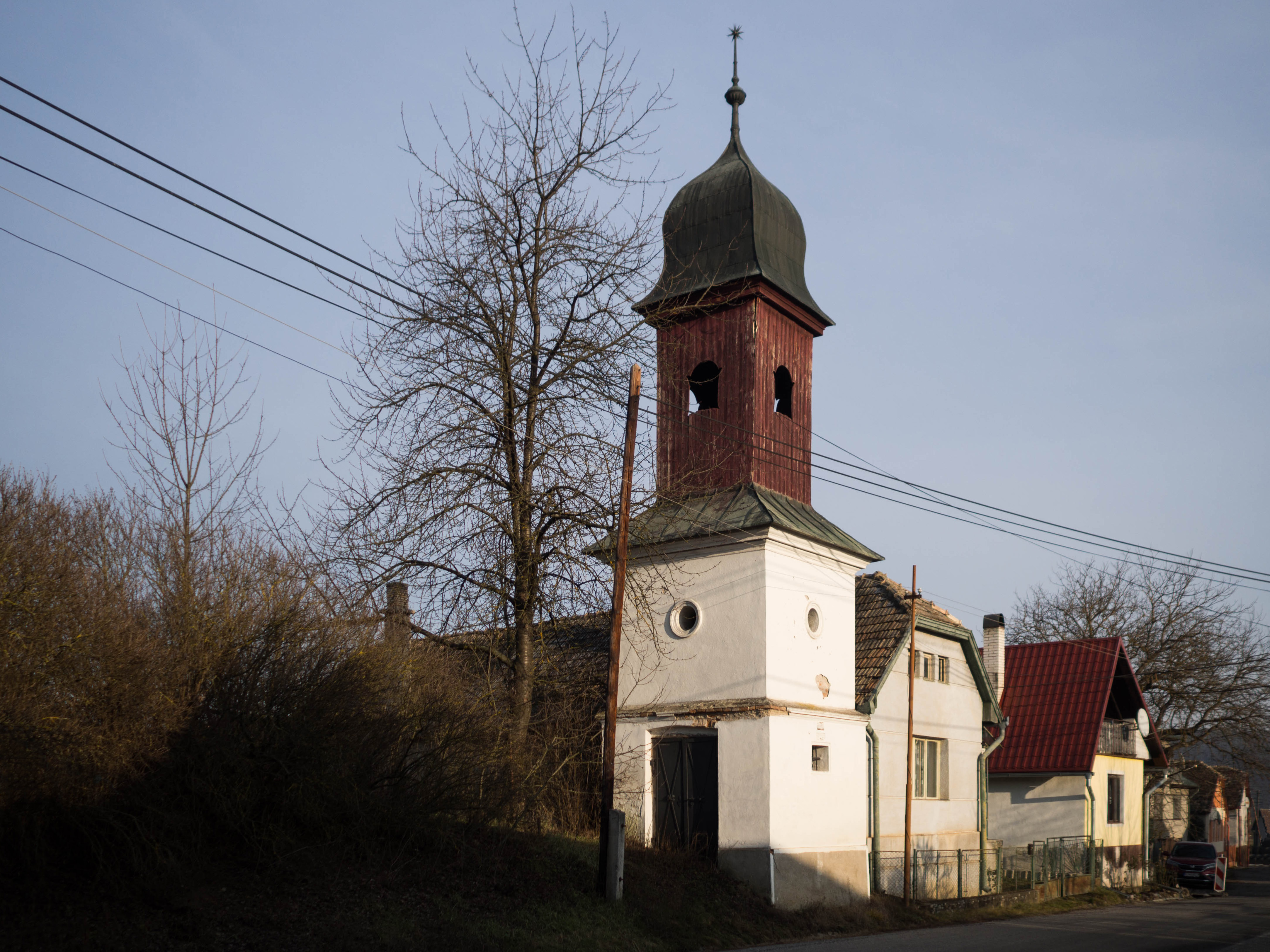
Obecná zvonica

### Turistika
Městskou částí prochází červená turistická trasa 0805.